# Polygonatum graminifolium
Polygonatum graminifolium är en sparrisväxtart som beskrevs av William Jackson Hooker. Polygonatum graminifolium ingår i släktet ramsar, och familjen sparrisväxter. Inga underarter finns listade i Catalogue of Life.